# Třebenice (kraj Wysoczyna)
Třebenice – miejscowość i gmina (obec) w Czechach, w kraju Wysoczyna, w powiecie Třebíč. W 2022 roku liczyła 445 mieszkańców.